# Горички зборник
Горички зборник или календар Горички или Горички рукопис  колекција је средњовековних српских рукописа Јелене Балшић и њеног духовника монаха Никона Јерусалимца написана у периоду између 1441. и 1442. године у црквици Јелена изграђеној на острву Горица у Скадарском језеру.